# Bonneville-et-Saint-Avit-de-Fumadières
Bonneville-et-Saint-Avit-de-Fumadières (okzitanisch: Bonavila e Sent Avit de Fumadièras) ist eine südwestfranzösische Gemeinde mit 302 Einwohnern (Stand 1. Januar 2022) im Département Dordogne in der Region Nouvelle-Aquitaine.

## Lage
Bonneville-et-Saint-Avit-de-Fumadières liegt auf dem Nordufer der Dordogne in einer Höhe von etwa 30 Metern ü. d. M. im äußersten Westen des Départements Dordogne nahe der Grenze zum Département Gironde. Die nächstgelegene größere Stadt ist das etwa 40 Kilometer (Fahrtstrecke) östlich gelegene Bergerac, der Hauptort des Arrondissements.

## Geschichte
Die beiden ehemals selbständigen Ortsteile schlossen sich im Jahr 1836 zu einer Gemeinde zusammen.

### Bevölkerungsentwicklung
| Jahr      | 1962 | 1968 | 1975 | 1982 | 1990 | 1999 | 2006 | 2016 |
| Einwohner | 247  | 220  | 195  | 214  | 216  | 214  | 292  | 320  |

Im 19. Jahrhundert hatte der Ort meist über 300 Einwohner. Infolge der Reblauskrise im Weinbau und der Mechanisierung der Landwirtschaft sank die Einwohnerzahl seitdem bis auf die Tiefstwerte in den 1970er und 1980er Jahren ab.

## Wirtschaft
In früheren Zeiten lebten die Einwohner der Gemeinde als Selbstversorger von der Landwirtschaft, zu der auch der Weinbau und ein wenig Viehwirtschaft gehörten. Bereits seit mittelalterlicher Zeit wurde ein Teil des in der Gegend produzierten Weines in Fässern und auf Flößen oder Lastkähnen über die Dordogne und die Häfen an der Gironde nach England verschifft. Die Böden des Gemeindegebietes gehören heute zum Weinbaugebiet Montravel, doch spielt die Vermietung von Ferienwohnungen (gîtes) ebenfalls eine wichtige Rolle im wirtschaftlichen Leben der Gemeinde.

## Sehenswürdigkeiten
- Die Pfarrkirche St-Jean-Baptiste von Bonneville ist ein größtenteils aus Bruchsteinen errichteter unscheinbarer gotischer Bau des 13. Jahrhunderts, dessen Portalfassade im 16. Jahrhundert erneuert wurden. Ebenfalls späteren Datums ist der im 18. Jahrhundert auf der Nordseite hinzugefügte Glockenturm. Das fensterlose Kirchenschiff ist von Rippengewölben bedeckt; die polygonal gebrochene und von fünf Fenstern belichtete Apsis ist von einer rippenunterzogenen Kalotte gewölbt.
- Im Château du Valadou aus dem 17. Jahrhundert hielt sich Pierre Loti eine Zeitlang auf.
- Ein Waschhaus (lavoir) aus dem 19. Jahrhundert wird von einer Quelle gespeist, die auch als Brunnen diente.